# مورچیسون فالز
مورچیسون فالز (به لاتین: Murchison Falls) یک آبشار در اوگاندا است که در اوگاندا واقع شده‌است.